# Nghĩa trang liệt sĩ Trường Sơn

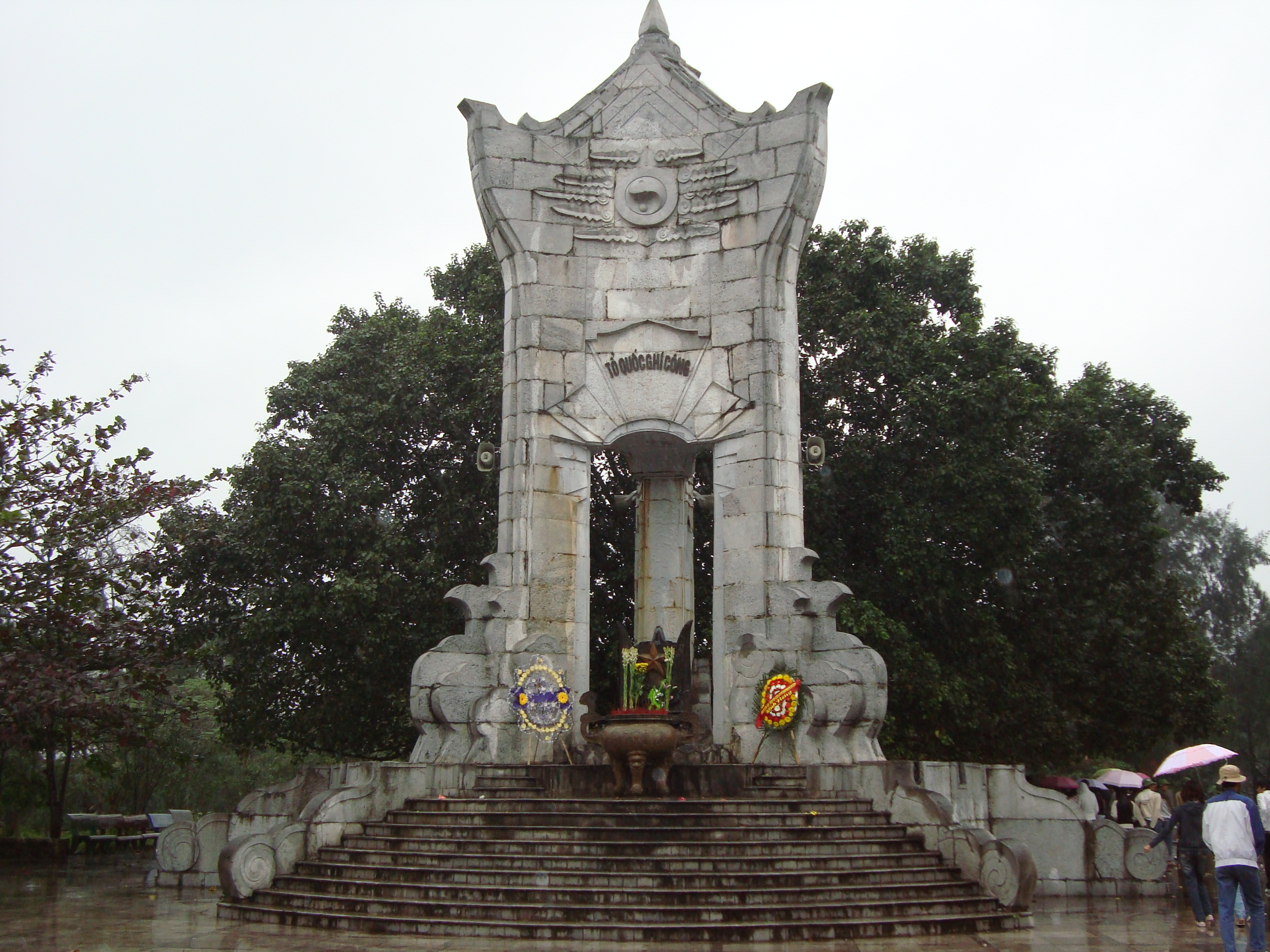
Tượng đài chính trong nghĩa trang liệt sĩ Trường Sơn

Nghĩa trang liệt sĩ Trường Sơn là nơi quy tập phần mộ các liệt sĩ của Quân Giải phóng miền Nam Việt Nam và Quân đội Nhân dân Việt Nam, trên tuyến đường Trường Sơn – còn được gọi là đường mòn Hồ Chí Minh. Nghĩa trang được xây dựng tại khu vực Bến Tắt, cạnh đường quốc lộ 15, thuộc địa phận xã Linh Trường, huyện Gio Linh, tỉnh Quảng Trị, Việt Nam; cách thành phố Đông Hà, tỉnh lỵ của tỉnh Quảng Trị khoảng 28 km về phía tây bắc, cách Quốc lộ 1 (đoạn thị trấn huyện lỵ Gio Linh) chừng hơn 20 km về phía tây bắc. Nghĩa trang có diện tích 140.000m², nằm trên 3 quả đồi ở cạnh thượng nguồn sông Bến Hải, ranh giới phân đôi đất nước thời chiến tranh Việt Nam. Đây là nơi Bộ tư lệnh Binh đoàn Trường Sơn, Quân đội Nhân dân Việt Nam đã chọn. Đây là một trong 72 nghĩa trang liệt sĩ của tỉnh Quảng Trị.

## Xây dựng
Ngay từ trong những năm tháng chiến sự, tướng Đồng Sĩ Nguyên đã đề xuất nên quy tập các liệt sĩ nằm rải rác trên dọc tuyến đường Trường Sơn và đất bạn Lào, Campuchia lại một nơi để những đồng đội và nhất là thân nhân liệt sĩ tiện lui tới thăm viếng.
Trước ý kiến đề xuất này, Tổng bí thư Lê Duẩn và Bộ Chính trị đã đồng ý để Đoàn 559 đi khảo sát và chọn địa điểm.
Lúc đó có ba ý tưởng, phương án được đưa ra cân nhắc: thứ nhất, chọn một địa điểm trên tuyến đường 20 (nay Đường tỉnh 562) tại Quảng Bình. Phương án thứ hai là Đường 9 (nay là Quốc lộ 9A), khu vực cầu Đầu Mầu (Cam Lộ, Quảng Trị). Và phương án thứ ba chọn đồi Bến Tắt, xã Vĩnh Trường, huyện Gio Linh, Quảng Trị.
Sau khi cân nhắc và khảo sát, tướng Đồng Sĩ Nguyên quyết định lựa chọn đồi Bến Tắt bởi vị trí này có ý nghĩa hết sức đặc biệt: Năm 1959 khi thành lập Đoàn 559 – Bộ đội Trường Sơn, ban đầu chỉ có 500 cán bộ chiến sĩ lập trạm dẫn vào khu vực Khe Hó gần đồi Bến Tắt. Năm 1973 sau khi tỉnh Quảng Trị được giải phóng, đại bản doanh của bộ đội Trường Sơn cũng về đóng tại khu vực đồi Bến Tắt. Đây cũng là khu vực nằm phía đông tuyến đường Trường Sơn, gắn bó với bộ đội Trường Sơn nên có ý nghĩa đối với các anh hùng liệt sĩ.
Ngay sau Hiệp định Paris 1973, tướng Đồng Sĩ Nguyên đã chỉ đạo việc quy tập mộ liệt sĩ Trường Sơn. Kết quả là trong số hơn 20.000 người đã ngã xuống trên chiến trường Trường Sơn, đến nay đã quy tập được hơn một vạn hài cốt về Nghĩa trang liệt sĩ quốc gia Trường Sơn.
Nghĩa trang được xây dựng từ ngày 24 tháng 10 năm 1975 và hoàn thành ngày 10 tháng 4 năm 1977, đây là nghĩa trang liệt sĩ có quy mô lớn nhất Việt Nam. Khu trung tâm nằm trên một ngọn đồi cao 32,4m có đài tưởng niệm cao làm bằng đá trắng, rỗng ruột và khuyết ba mặt. Bốn khu đặt mộ liệt sĩ được xếp theo tỉnh, thành phố trải trên năm quả đồi. Xen kẽ các khu mộ là những cánh rừng. Lối đi được lát đá, gạch hoặc tráng xi măng, hoa nở bốn mùa hai bên. Mỗi khu đều có nhà tưởng niệm với kiến trúc phảng phất hình ảnh các vùng quê Việt Nam. Đây là khu an táng của 10.333 liệt sĩ Quân Giải phóng miền Nam Việt Nam và Quân đội Nhân dân Việt Nam. Vào ngày 19 tháng 5 năm 1999, nhân kỉ niệm 40 năm ngày thành lập binh đoàn Trường Sơn, Chính phủ Việt Nam quyết định nâng cấp và tân trang khu liệt sĩ.
Tại thời điểm tháng 4 năm 2006 ở đây có 10.263 phần mộ; được chia thành 10 khu vực theo địa phương: Hà Nội, Bình Trị Thiên, Hà Nam Ninh, Hà Sơn Bình, Hải Hưng, Thái Bình, Hà Bắc, Nghệ Tĩnh, Thanh Hóa, Quảng Ninh, Vĩnh Phú, Hải Phòng, Cao Bằng, Hoàng Liên Sơn, Hà Tiên... nơi liệt sĩ sinh ra và một khu dành cho 68 liệt sĩ khuyết danh. Các phần mộ được xây kiên cố, có sơ đồ mộ chí, được 21 quản trang trông nom, giữ gìn chu đáo.

## Trang WebGIS
Ngày 18 tháng 07 năm 2011, nhân dịp kỉ niệm 64 năm Ngày thương binh liệt sĩ Việt Nam, tại Sở Khoa học và Công nghệ tỉnh Quảng Trị đã diễn ra lễ bàn giao dự án "Ứng dụng công nghệ GIS để quản lý và tra cứu thông tin tại Nghĩa trang liệt sĩ quốc gia Trường Sơn" và khai trương trang WebGIS tại địa chỉ nghiatrangtruongson.quangtri.gov.vn Lưu trữ ngày 4 tháng 7 năm 2011 tại Wayback Machine. Dự án thuộc chương trình hợp tác về khoa học và công nghệ giữa UBND Thành phố Hồ Chí Minh và UBND tỉnh Quảng Trị do Sở Khoa học và Công nghệ Thành phố Hồ Chí Minh và Sở Khoa học và Công nghệ tỉnh Quảng Trị chủ trì, Trung tâm Ứng dụng Hệ thống Thông tin Địa lý TP.HCM Lưu trữ ngày 28 tháng 3 năm 2015 tại Wayback Machine thực hiện.
Trang WebGIS cung cấp thông tin về các liệt sĩ an nghỉ tại Nghĩa trang liệt sĩ quốc gia Trường Sơn một các trực quan, sinh động qua các hình ảnh, hiệu ứng đồ họa, bản đồ 3D; đồng thời hỗ trợ thân nhân, đồng chí, đồng bào tham quan toàn cảnh, chi tiết về một khu vực của Nghĩa trang liệt sĩ quốc gia Trường Sơn và dâng hương, hoa và viết cảm tưởng tại phần mộ của các liệt sĩ,...